# Rebeca Alemañy
Rebeca Alemañy (Alicante, 15 luglio 1990) è un'attrice, regista, sceneggiatrice, ballerina e modella spagnola, nota per aver interpretato il ruolo di Lolita Casado nella soap Una vita (Acacias 38).

## Biografia
Rebeca Alemañy è nata il 15 luglio 1990 ad Alicante (Spagna), anni dopo si è trasferita a Madrid per intraprendere la sua carriera.

## Carriera
Rebeca Alemañy in giovane età ha iniziato la sua carriera con spettacoli di canto e danza. Successivamente ha deciso di formarsi presso l'ESAD di Murcia, in interpretazione testuale e lo unisce al suo interesse per la drammaturgia.
Si è trasferita a Madrid dove ha conseguito un master in interpretazione davanti alla telecamera al Central de Cine. Allo stesso tempo si è formata nella danza e flamenco. Ha scritto e diretto opere brevi che sono state presentate sia a Murcia che a Madrid.
Nel 2004 ha ricoperto il ruolo di Chica Encuesta nel cortometraggio Secuestro express diretto da Luciano Back. Nel 2011 ha recitato nella serie Madres. Nel 2014 ha recitato nella serie Hipsteria.
Dal 2015 al 2021 è stata scelta per interpretare il ruolo di María Dolores "Lolita" Casado nella soap opera in onda su La 1 Una vita (Acacias 38) e dove ha recitato insieme ad attori come Álvaro Quintana, Juanma Navas, Marita Zafra, Marc Parejo, Inés Aldea, Ana del Rey, María Blanco, Cristina Abad e Miguel Diosdado. Nel 2016 ha recitato nel cortometraggio Reuniones diretto da Cristina Alcázar.
Nel 2019 ha partecipato al programma televisivo Telepasión española, in onda su La 1. L'anno successivo, nel 2020, ha diretto e scritto il cortometraggio De quién es tu piel. Nello stesso anno ha interpretato il ruolo di Luna nel cortometraggio Cosas que no aprendimos en el colegio diretto da Mikel Bustamante. Nel 2021 ha registrato e diretto il cortometraggio S.O.S. Cambio Climático. Nello stesso anno ha recitato nella serie Heridas. L'anno successivo, nel 2022, ha diretto il cortometraggio Claudio.

## Filmografia

### Attrice

#### Televisione
- Madres – serie TV (2011)
- Hipsteria – serie TV (2014)
- Una vita (Acacias 38) – soap opera, 1348 episodi (2015-2021)
- Heridas – serie TV (2021)

#### Cortometraggi
- Secuestro express, regia di Luciano Back (2004)
- Reuniones, regia di Cristina Alcázar (2016)
- La Científica, regia di Carles Vila
- Postrimería, regia di Salomé Medina
- Páginas del tercer reich
- Cosas que no aprendimos en el colegio, regia di Mikel Bustamante (2020)

### Regista

#### Cortometraggi
- De quién es tu piel, diretto e scritto da Rebeca Alemañy (2020)
- S.O.S. Cambio Climático, regia di Rebeca Alemañy (2021)
- Claudio, regia di Rebeca Alemañy (2022)

### Sceneggiatrice

#### Cortometraggi
- De quién es tu piel, diretto e scritto da Rebeca Alemañy (2020)

## Teatro

### Attrice
- 75, diretto da José Luis Arellano, presso il Conde Duque
- Las Salvajes en Puente San Gil, diretto da E. Illán, presso il teatro Circo di Murcia
- Pather Familiae, diretto da Mónica Gonzalo, presso il C. Párraga
- Tragedia y comedia Según N B Brecht, diretto da C. Esteve, presso il C. Párraga
- La Ronda, presso Encarna Illán
- Tres y a Escena, diretto da David Planell
- Tres Mujeres, diretto da Belén Tortosa
- El Salón dorado, diretto da Belén Tortosa

### Regista
- Tiene que ser ya, diretto da Rebeca Alemañy
- Entrelíneas, diretto da Rebeca Alemañy
- En la Silla, diretto da Rebeca Alemañy

## Programmi televisivi
- Telepasión española (La 1, 2019)

## Doppiatrici italiane
Nelle versioni in italiano dei suoi film e delle sue serie TV, Rebeca Alemañy è stata doppiata da:
- Gea Riva[24] in Una vita[25]